# Palladuc
Palladuc est une commune française située dans le département du Puy-de-Dôme, en région Auvergne-Rhône-Alpes, près de Thiers.
La commune a été créée en 1908, par démembrement de Saint-Rémy-sur-Durolle.

## Géographie

### Localisation
La commune est située au nord-est du département du Puy-de-Dôme.
Le territoire communal est limitrophe de cinq autres communes (sept en incluant le quintipoint avec Arconsat et Saint-Priest-la-Prugne) :
|                        | Saint-Victor-Montvianeix | Lavoine (Allier)Saint-Priest-la-Prugne (Loire, quintipoint) |
|                        | Palladuc                 | Arconsat (quintipoint)                                      |
| Saint-Rémy-sur-Durolle | La Monnerie-le-Montel    | Celles-sur-Durolle                                          |

### Géologie et relief
L'altitude de la commune varie de 491 à 1 293 mètres, le point culminant étant le sommet du puy de Montoncel.

### Voies de communication et transports

#### Voies routières
Palladuc est desservie par l'autoroute A89, sortie 30.
Le bourg se situe à cinq minutes de cette sortie.

### Climat
Pour des articles plus généraux, voir Climat d'Auvergne-Rhône-Alpes et Climat du Puy-de-Dôme.
En 2010, le climat de la commune est de type climat des marges montargnardes, selon une étude du Centre national de la recherche scientifique s'appuyant sur une série de données couvrant la période 1971-2000. En 2020, Météo-France publie une typologie des climats de la France métropolitaine dans laquelle la commune est exposée à un climat de montagne ou de marges de montagne et est dans la région climatique  Nord-est du Massif Central, caractérisée par une pluviométrie annuelle de 800 à 1 200 mm, bien répartie dans l’année. 
Pour la période 1971-2000, la température annuelle moyenne est de 9,3 °C, avec une amplitude thermique annuelle de 15,6 °C. Le cumul annuel moyen de précipitations est de 1 114 mm, avec 11,7 jours de précipitations en janvier et 8,4 jours en juillet. Pour la période 1991-2020, la température moyenne annuelle observée sur la station météorologique de Météo-France la plus proche, « Saint-Just-en-Chevalet », sur la commune de Saint-Just-en-Chevalet à 17 km à vol d'oiseau, est de 9,8 °C et le cumul annuel moyen de précipitations est de 884,6 mm,. Pour l'avenir, les paramètres climatiques de la commune estimés pour 2050 selon différents scénarios d'émission de gaz à effet de serre sont consultables sur un site dédié publié par Météo-France en novembre 2022.

## Urbanisme

### Typologie
Au 1er janvier 2024, Palladuc est catégorisée commune rurale à habitat dispersé, selon la nouvelle grille communale de densité à sept niveaux définie par l'Insee en 2022.
Elle est située hors unité urbaine. Par ailleurs la commune fait partie de l'aire d'attraction de Thiers, dont elle est une commune de la couronne,. Cette aire, qui regroupe 19 communes, est catégorisée dans les aires de moins de 50 000 habitants,.

### Occupation des sols
L'occupation des sols de la commune, telle qu'elle ressort de la base de données européenne d’occupation biophysique des sols Corine Land Cover (CLC), est marquée par l'importance des forêts et milieux semi-naturels (57,8 % en 2018), en augmentation par rapport à 1990 (56,5 %). La répartition détaillée en 2018 est la suivante : forêts (57,8 %), prairies (29,5 %), zones agricoles hétérogènes (6,1 %), zones urbanisées (3,7 %), zones industrielles ou commerciales et réseaux de communication (2,9 %). L'évolution de l’occupation des sols de la commune et de ses infrastructures peut être observée sur les différentes représentations cartographiques du territoire : la carte de Cassini (XVIIIe siècle), la carte d'état-major (1820-1866) et les cartes ou photos aériennes de l'IGN pour la période actuelle (1950 à aujourd'hui).

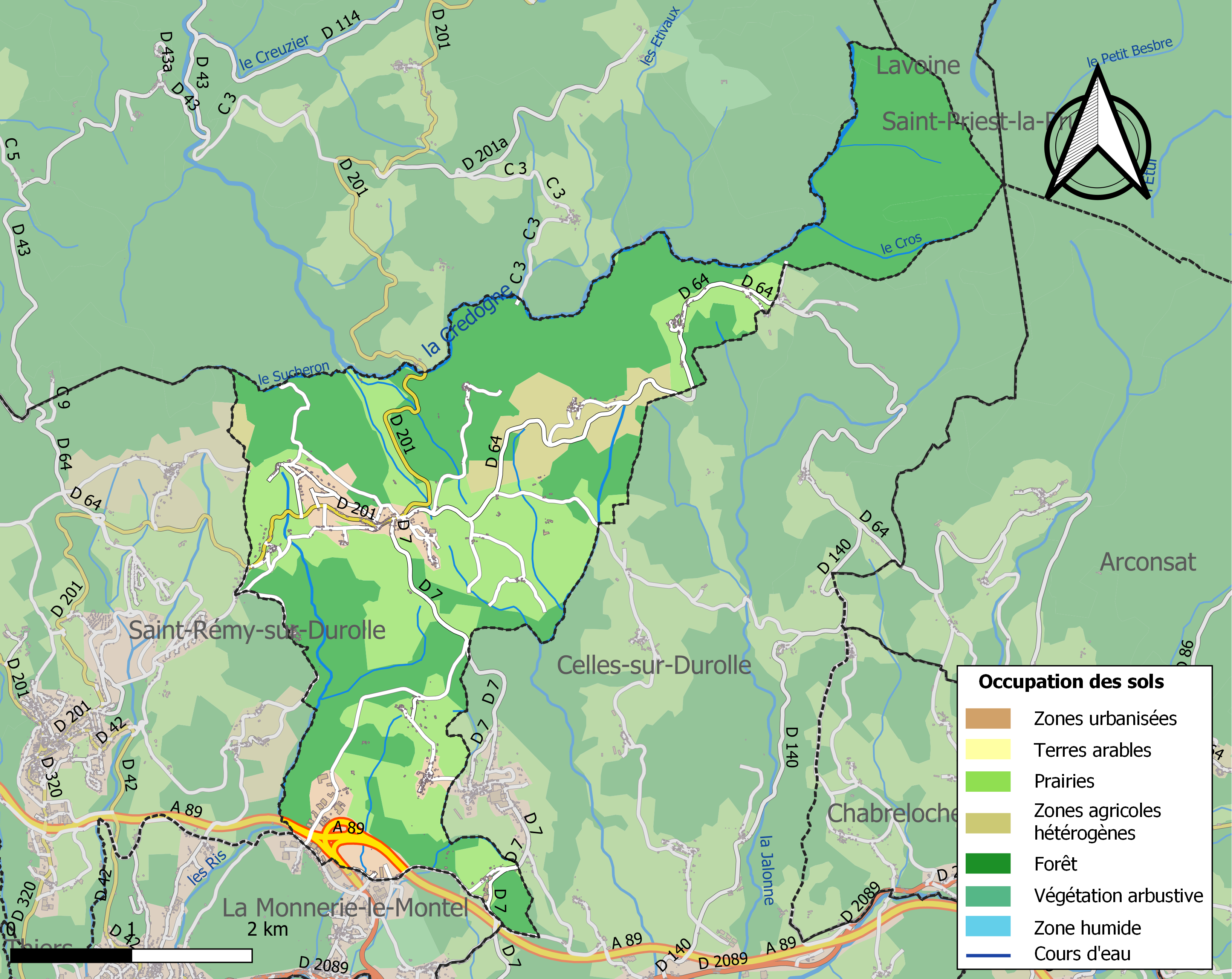
Carte des infrastructures et de l'occupation des sols de la commune en 2018 (CLC).

### Lieux-dits et écarts
- Forest
- la Muratte
- Larmentier
- le Mas
- les Bourniers
- Lomanie
- les Brousses
- Pubereau
- Redevis
- la Scie de Capiou
- Sous le Bost
- La lizolle

## Histoire
La branche aînée de la famille Meaudre fut seigneur de Palladuc dont le dernier le chevalier Rémy Meaudre de Palladuc (faux ! Le dernier des seigneurs de Palladuc est Claude-François-Marie-Jean Meaudre et il n'est pas mort en émigration mais à Lyon) mourut en émigration à Saint Pétersbourg en 1813. Il n'eut pas de descendance. Cette famille avait quatre branches, les Meaudre de Palladuc, les Meaudre des Gouttes et de Sugny famille encore subsistante, les Meaudre d'Assit disparue et les Meaudre de la Pouyade toujours subsistante.

## Politique et administration

### Découpage territorial
La commune de Palladuc est membre de la communauté de communes Thiers Dore et Montagne, un établissement public de coopération intercommunale (EPCI) à fiscalité propre créé le 1er janvier 2017 dont le siège est à Thiers. Ce dernier est par ailleurs membre d'autres groupements intercommunaux. Jusqu'en 2016, elle faisait partie de la communauté de communes de la Montagne Thiernoise.
Sur le plan administratif, elle est rattachée à l'arrondissement de Thiers, à la circonscription administrative de l'État du Puy-de-Dôme et à la région Auvergne-Rhône-Alpes. Jusqu'en mars 2015, elle faisait partie du canton de Saint-Rémy-sur-Durolle.
Sur le plan électoral, elle dépend du canton de Thiers pour l'élection des conseillers départementaux, depuis le redécoupage cantonal de 2014 entré en vigueur en 2015, et de la cinquième circonscription du Puy-de-Dôme pour les élections législatives, depuis le dernier découpage électoral de 2010.

### Élections municipales et communautaires

#### Élections de 2020
Le conseil municipal de Palladuc, commune de moins de 1 000 habitants, est élu au scrutin majoritaire plurinominal à deux tours avec candidatures isolées ou groupées et possibilité de panachage. Compte tenu de la population communale, le nombre de sièges à pourvoir lors des élections municipales de 2020 est de 15. La totalité des candidats en lice est élue dès le premier tour, le 15 mars 2020, avec un taux de participation de 59,86 %.

#### Chronologie des maires
| Période                                  | Période                     | Identité          | Étiquette | Qualité                                                                                              |
| ---------------------------------------- | --------------------------- | ----------------- | --------- | --- |
| Les données manquantes sont à compléter. |                             |                   |           | |
| 1989                                     | 2001                        | Thérèse Debatisse |           | |
| 2001                                     | 25 mai 2020                 | Serge Perche      |           | Vice-président de la communauté de communes de la Montagne Thiernoise (2014-2016)                    |
| 25 mai 2020                              | En cours (au 26 avril 2021) | Caroline Guélon   | DVD       | Responsable communication Conseillère régionale d'Auvergne-Rhône-Alpes déléguée au sport en Auvergne |

## Population et société

### Démographie
L'évolution du nombre d'habitants est connue à travers les recensements de la population effectués dans la commune depuis 1911. Pour les communes de moins de 10 000 habitants, une enquête de recensement portant sur toute la population est réalisée tous les cinq ans, les populations de référence des années intermédiaires étant quant à elles estimées par interpolation ou extrapolation. Pour la commune, le premier recensement exhaustif entrant dans le cadre du nouveau dispositif a été réalisé en 2005.

En 2022, la commune comptait 520 habitants, en évolution de −5,63 % par rapport à 2016 (Puy-de-Dôme : +2,1 %, France hors Mayotte : +2,11 %).
| 1911  | 1921 | 1926 | 1931 | 1936 | 1946 | 1954 | 1962 | 1968 |
| ----- | ---- | ---- | ---- | ---- | ---- | ---- | ---- | ---- |
| 1 006 | 884  | 862  | 834  | 772  | 604  | 613  | 626  | 531  |

| 1975 | 1982 | 1990 | 1999 | 2005 | 2006 | 2010 | 2015 | 2020 |
| ---- | ---- | ---- | ---- | ---- | ---- | ---- | ---- | ---- |
| 467  | 479  | 474  | 498  | 468  | 465  | 542  | 549  | 524  |

| 2022 | - | - | - | - | - | - | - | - |
| ---- | - | - | - | - | - | - | - | - |
| 520  | - | - | - | - | - | - | - | - |

## Culture locale et patrimoine

### Personnalités liées à la commune
- Michel Debatisse, né à Palladuc.